# Asa Gray
Asa Gray (Sauquoit, 18 de novembro de 1810 — Cambridge, Massachusetts, 30 de janeiro de 1888) foi um botânico norte-americano, discípulo de John Torrey e colaborador de Charles Darwin. 
Foi autor de muitos livros que difundiram a botânica. Escreveu Flora da América do Norte (2 volumes, 1838-1843) com John Torrey e foi um líder entusiástico na descoberta e classificação de novas espécies. Não vislumbrando nenhum conflito entre a evolução e sua visão do projeto divino da natureza, apoiou as teorias de Darwin num momento em que elas eram condenadas por muitos.

## Biografia

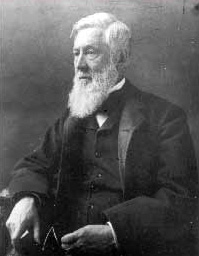
Asa Gray.

Gray nasceu em Nova Iorque em 1810, obtendo seu doutorado em medicina em 1831. Entretanto, deixou a medicina pela botânica e, em 1842, assumiu o cargo de professor na Universidade de Harvard, posto que ocupou até 1873. Doou sua coleção de livros e espécimes de plantas a esta Universidade, onde criou  o departamento de botânica e o "Gray Herbarium", nomeado em sua homenagem.
Foi aluno de John Torrey, que colaborou na elaboração do trabalho Flora of North America, o primeiro de muitos trabalhos de Gray. Manteve correspondência com Charles Darwin, com o objetivo de fornecer informações para o desenvolvimento da teoria de  Darwin para o  livro A Origem das Espécies. Foi um entusiasta patrocinador de  Darwin nos Estados Unidos, e reuniram juntos vários de seus escritos para produzir a obra Darwiniana, um livro muito influente em seu tempo.
Gray foi o responsável pela unificação do conhecimento taxonômico das plantas norte-americanas.
Dos muitos trabalhos de Gray sobre botânica, o mais conhecido é o Manual of the Botany of the Northern United States, from New England to Wisconsin and South to Ohio and Pennsylvania Inclusive. Este trabalho, conhecido como  manual de Gray, teve um grande número de edições, sendo ainda referência neste campo. 
O "Asa Gray Award" é o maior prêmio da "Sociedade Americana dos Taxonomistas de Plantas". Este galardão foi criado em 1984 para  homenagear botânicos vivos com grandes serviços prestados durante as suas carreiras. 
Foi presidente da Academia de Artes e Ciências dos Estados Unidos, de 1863 a 1873.

## Publicações
- "Flora of North America" John Torrey  e Asa Gray.
- "Manual of the Botany of the Northern United States, from New England to Wisconsin and South to Ohio and Pennsylvania Inclusive "
- "Notices of European Herbaria, Particularly Those Most Interesting to the North American Botanist" . American Journal of Science, 40, 1841. (Reimpresso por  Asa Gray, editado por C. S. Sargent. Boston: Houghton Mifflin, 1889.)